# マルコ・バビッチ
マルコ・バビッチ（Marko Babić、1981年1月28日 - ）は、ユーゴスラビア・オシエク（現・クロアチア領）出身の元クロアチア代表サッカー選手。現役時代のポジションはMF。

## 経歴

### クラブ
1997年、プルヴァHNLのNKオシエクでデビュー。ブンデスリーガのバイエル・レバークーゼンではサイドアタッカーとして活躍し、その後、リーガ・エスパニョーラのレアル・ベティスへ移籍。しかし、フランシスコ・チャパーロ監督との確執もあって1年半で12試合の出場に終わり、ブンデスリーガのヘルタ・ベルリンへ移籍した。
2011年3月、11年ぶりにNKオシエクへ復帰した。

### 代表
2002年にクロアチア代表デビュー。UEFA EURO 2004、2006 FIFAワールドカップのメンバーに選出されている。

## 所属クラブ
- NKオシエク 1997-2000
- バイエル・レバークーゼン 2000-2007
- レアル・ベティス 2007-2009
- ヘルタ・ベルリン 2009
- レアル・サラゴサ 2009-2010
- NKオシエク 2010-2012
- LASKリンツ 2013

## 代表歴

### 出場大会
- クロアチア代表
  - 2006 FIFAワールドカップ

### 試合数
- 国際Aマッチ 49試合 3得点（2002年-2008年）[2]

| クロアチア代表 | 国際Aマッチ | 国際Aマッチ |
| 年             | 出場        | 得点        |
| -------------- | ----------- | ----------- |
| 2002           | 4           | 0           |
| 2003           | 7           | 0           |
| 2004           | 8           | 0           |
| 2005           | 9           | 1           |
| 2006           | 12          | 2           |
| 2007           | 8           | 0           |
| 2008           | 1           | 0           |
| 通算           | 49          | 3           |